# 孤山 (西湖)

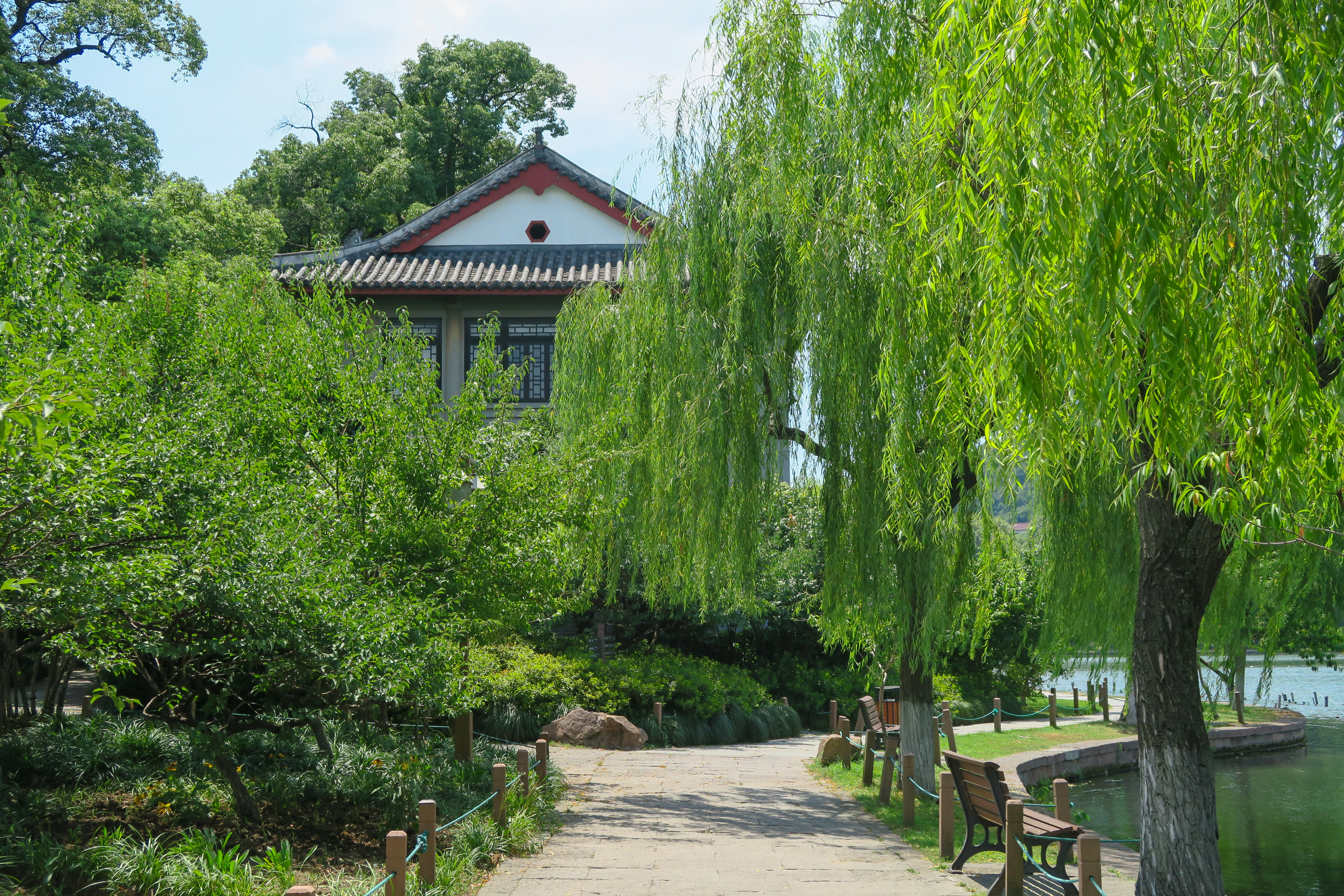
孤山公園

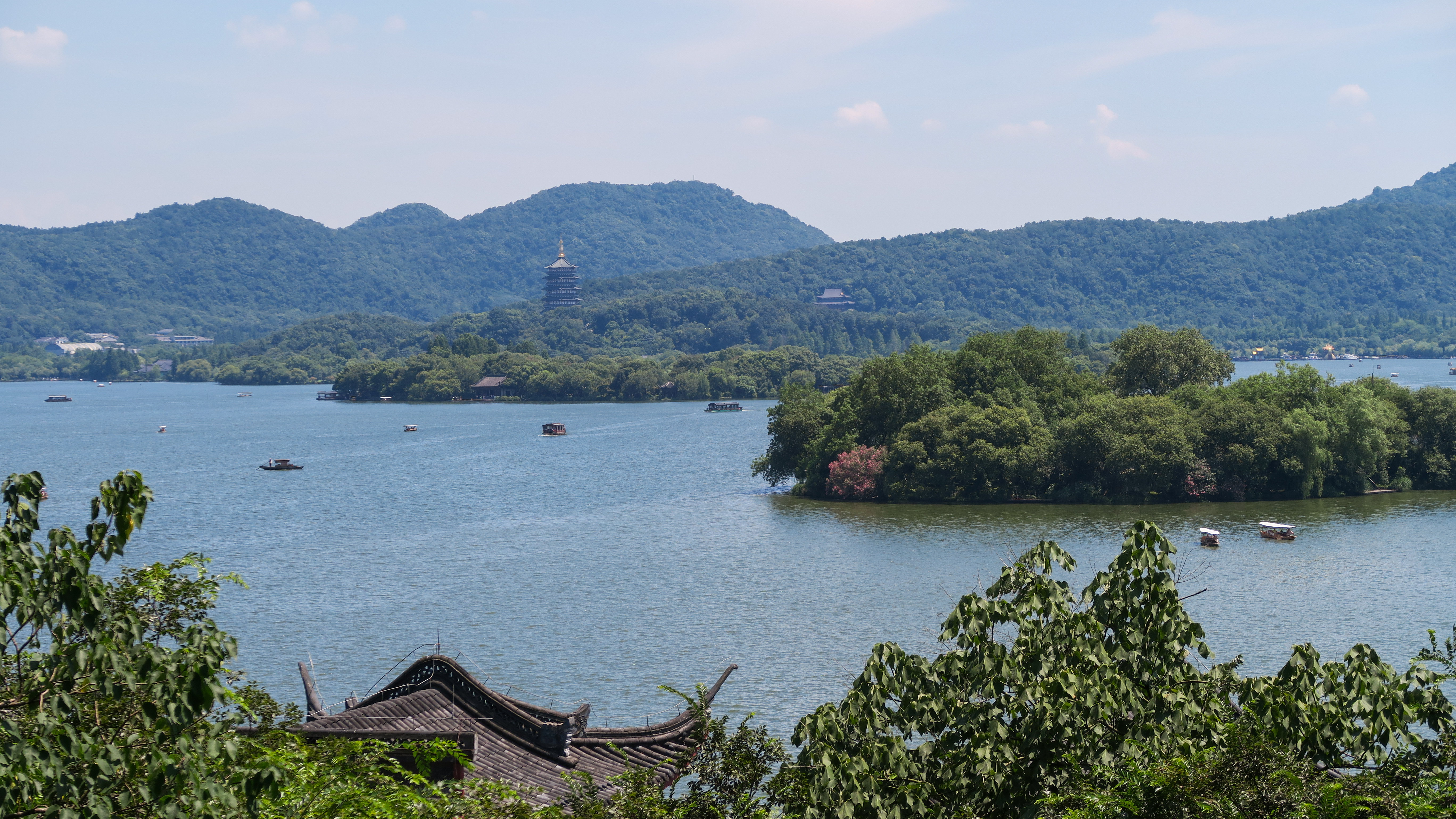
從孤山上望阮墩環碧、雷峰塔

孤山是杭州西湖中的一座天然岛屿，四面环水（外西湖与北里湖），自从唐代东面筑起白堤以后，东通断桥，西接西泠桥，孤山就不再是湖中孤岛，于是有“孤山不孤”之说。孤山是西湖北山栖霞岭的支脉，面积三百亩，是西湖中最大的岛屿，海拔高38米，是西湖群山中最低的山。
孤山虽然不高，却历来是观赏西湖景色的首选之地，被誉为“西湖眉眼之所在”、“钱塘之胜在西湖，西湖之奇在孤山”、“人间蓬莱是孤山，有梅花处好凭栏。”。唐宋以来一直是文人墨客踏青郊游的胜地，文化气息浓郁。开宝七年，吴越钱氏营造报先院于此（后改名报恩院）。南麓有收藏《四库全书》的文澜阁和浙江博物馆。后山的放鹤亭是宋代诗人林和靖隐居和埋葬之处，附近广植梅花，为西湖赏梅胜地。西侧有研究金石篆刻的学术团体西泠印社。西麓有秋瑾墓。東北有紀念清末杭州太守林啟的林社。皇家也在孤山兴建行宫。南宋在此兴建御花园四圣延祥观和西太乙宫，清康熙年又辟为圣因寺行宫（1927年以后改建为中山公园）。

## 拓展閲讀
康熙年間《御覽孤山志》介紹杭州、孤山、林和靖等相關文化歷史，以及康熙三十五年（1696），康熙帝派遣杭州織造敖福合及刑部員外郎宋駿業將御書《舞鶴賦》刻碑安置於杭州孤山之事。